# Stazione di Dhu Varren
La stazione di Dhu Varren (in inglese britannico Dhu Varren halt) è una fermata ferroviaria che fornisce servizio a Portrush e dintorni, contea di Antrim, Irlanda del Nord. Attualmente l'unica linea che vi passa è la Coleraine–Portrush. La stazione fu aperta il 10 febbraio 1969, principalmente per gli studenti diretti alla stazione di University.

## Treni
Da lunedì a sabato c'è un treno per ora e per direzione per Coleraine o Portrush, con ulteriori servizi durante le ore di punta. Qualche treno proviene da Belfast Great Victoria Street o è diretto verso essa.
La domenica la frequenza del servizio diminuisce a un treno ogni due ore per direzione.

## Servizi ferroviari
- Coleraine–Portrush

## Servizi
- Biglietteria self-service